# Clariallabes brevibarbis
Clariallabes brevibarbis är en fiskart som beskrevs av Pellegrin, 1913. Clariallabes brevibarbis ingår i släktet Clariallabes och familjen Clariidae. IUCN kategoriserar arten globalt som otillräckligt studerad. Inga underarter finns listade i Catalogue of Life.